# 50 (število)
50 (pétdeset) je naravno število, za katero velja velja 50 = 49 + 1 = 51 - 1.

## V matematiki
- sestavljeno število,
- Harshadovo število.
- {\displaystyle 50=1^{2}+7^{2}=5^{2}+5^{2}=3^{2}+4^{2}+5^{2}\,\!}.

### Dokazi
- ne obstaja noben takšen cel x, da bi veljala enačba φ(x) = 50.
- ne obstaja noben takšen cel x, da bi veljala enačba x - φ(x) = 50.

## Na drugih področjih
- peto magično število v fiziki.
- vrstno število ima kositer (Sn).
- zastava Združenih držav Amerike ima 50 zvezd.

### Leta
- 450 pr. n. št., 350 pr. n. št., 250 pr. n. št., 150 pr. n. št., 50 pr. n. št.
- 50, 150, 250, 350, 450, 550, 650, 750, 850, 950, 1050, 1150, 1250, 1350, 1450, 1550, 1650, 1750, 1850, 1950, 2050, 2150